# Serendib hispida
Espèce
Serendib hispida est une espèce d'araignées aranéomorphes de la famille des Corinnidae.

## Distribution
Cette espèce est endémique du Pahang en Malaisie,. Elle se rencontre vers Karak.

## Description
Le mâle holotype mesure 4,02 mm et la femelle paratype 5,32 mm.

## Systématique et taxinomie
Cette espèce a été décrite par Zhang et Zhang en 2023.

## Publication originale
- Zhang & Zhang, 2023 : « Note on the genus Serendib Deeleman-Reinhold, 2001, with the description of a new species (Araneae, Corinnidae, Castianeirinae). » Biodiversity Data Journal, vol. 11, no e99980, p. 1-12 (texte intégral).